# Solaire at the Plaza
Solaire at the Plaza  est un gratte-ciel de 109 mètres de hauteur construit à Orlando en Floride aux États-Unis de 2004 à 2006.
Il abrite 306 logements répartis sur 30 étages.
L'immeuble fait partie des 10 plus hauts gratte-ciel de l'agglomération d'Orlando et a coûté 52 millions de $.
Les architectes sont l'agence Baker Barrios Architects et l'agence Preston Partnership, LLC